# F.E.A.R. Extraction Point
F.E.A.R. Extraction Point — це розширення для психологічного шутера від першої особи в жанрі survival horror F.E.A.R. під видавництвом Vivendi Games та розробкою від TimeGate Studios (а не Monolith Productions, розробником оригінального F.E.A.R.). Розширення побачило світ у жовтні 2006 року для платформи Microsoft Windows і вимагало наявності повної оригінальної гри. Перед виходом розширення з'явилась окрема демо-версія розрахована на одного гравця. F.E.A.R. Extraction Point пізніше було перенесено на Xbox 360 і додано як складова частина F.E.A.R. у листопаді 2007 року.
Назва розширення походить від кінцевої мети гри — досягнення точки евакуації з міста, де відбуваються всі події. Extraction Point додає нову зброю, ворогів та однокористувацькі рівні, але не має нового вмісту для багатокористувацької кампанії. Додаткові вдосконалення також були внесені і до штучного інтелекту противника. Продовження F.E.A.R., F.E.A.R. 2: Project Origin, ігнорує події обох пакетів розширення.

## Сюжет

Скриншот з гри, на якому головний герой бачить галюцинацію у вигляді одного з потворних створінь Альми.

Сюжет розширення починається саме там, де закінчується оригінальна гра: в той час, як величезний вибух на «Об'єкті Джерело» знищує район Оберн і спустошує місто, гелікоптер евакуює вцілілих співробітників підрозділу F.E.A.R., які приземляються посеред хаосу.
Пойнтмен (гравець) об'єднується з членом підрозділу Delta Force Дугласом Холідей та техніком F.E.A.R. Джин Сун-Кван на місці аварії. Незабаром, гравець зустрічає Феттеля в сусідній церкві. Феттель зазначає, що обставини вже не мають сенсу, оскільки він був вбитий. Феттель продовжує реактивацію солдатів-реплікантів, які перебували в той час у стані спокою, і наказує їм зупинити гравця. Дуглас Холідей згадує, що на даху Меморіальної лікарні Оберн знаходиться точка евакуації, про що й повідомляє Пойнтмена, зазначаючи, що тому треба дістатися того місця. Тим часом Сун-Кван захоплюють клони-репліканти Феттеля, проте пізніше їй вдається втекти, під час свого транспортування метром, звідки вона вже самостійно прямує до лікарні Оберн. Гравець і Холідей, врешті-решт, зустрічаються і пересуваються через складський район міста, стикаючись на своєму шляху з великим опором солдатів-реплікантів. Невдовзі, Альма, використовуючи свою примару, жорстоко вбиває Холідея.
Після цього гравець змушений самостійно рухатися системою метро, яка безпосередньо веде до лікарні Оберн. Під час цієї подорожі, звивистими тунелями, Альма, що з'являється у формі маленької дівчинки, неодноразово вбиває солдатів-реплікантів, що перешкоджають шляху гравця. Зрештою, у відчайдушній спробі зупинити протагоніста, клони розміщують вибухові заряди в тунелях метро, сподіваючись, що це його вб'є. Спочатку їм це не вдається, але згодом гравець потрапляє в пастку і вибуховою хвилею виноситься з тунелів на паркувальний майданчик. Звідти він вирушає до лікарні, яка знаходиться поруч.
Нарешті, діставшись лікарні Оберн, Пойнтмен чує крик на одному з верхніх поверхах лікувального закладу. Після того, як він вривається до потрібної кімнати, то бачить лише чотири примарні фігури які плавають навколо мертвого тіла Джин Сун-Кван. Тепер, йому не залишається нічого, крім боротьби за власне виживання, тому він направляється до ліфту служби спасіння. Раптово відбувається відключення електроенергії, і гравець повинен знайти спосіб відновити його, в процесі якого потрапляє до моргу. Просуваючись темним підвалом протагоніст бачить декілька галюцинацій (вважається, що це втілення у форму того, що відбувається в свідомості Альми), до яких належить кілька тюремних камер, з тілами загиблих співробітників АТС, яких Альма вбила в попередній грі. Надалі, гравець стає свідком галюцинації, яка передбачає возз'єднання старшої та молодшої форми Альми у синьому світлі. Після цієї галюцинації протагоніст повертається до лікарні і помічає, що на підлозі, стінах та у ванні відсутня кров . Після відновлення роботи ліфту він дістається даху лікарні.
В цей час Феттель повідомляє Пойнтмену, що той не розуміє ситуації і приступає до реактивації елітного підрозділу клонів-реплікантів. Після евакуації всієї команди, настає черга евакуації й головного героя. Однак, коли гравець наближається до гелікоптера UH-60 Blackhawk, Феттель якимось чином знищує транспорт, а герой втрачає свідомість. Коли ж він повертається до тями і підходить до краю даху, то бачить як все місто охоплено полум'ям. Закінчується гра словами Феттеля з першого F.E.A.R. : «Наближується війна, я бачив її уві сні. Вогні проносяться землею, тіла на вулицях, міста перетворюються на пил. Відплата …»

## Ігровий процес
Ігровий процес залишився майже таким, як і в оригінальному F.E.A.R., проте розширення Extraction Point містить доповнення, що включають 3 нових зразка зброї (кулемет, лазерний карабін та компактні турелі), а також кілька нових видів ворогів та нові локації (в розширення додані відкриті локації, відсутність яких часто критикувалась в оригінальній грі). Перестрілки все також мають кінематографічний характер, і як правило, стають більш масштабнішими, ніж у оригінальному F.E.A.R. через те, що збільшилась кількість ворогів та й битви стають більш тривалими у часі. Ще одна нова особливість Extraction Point — це можливість зламувати двері за допомогою функції ближнього бою, а також підривати їх вибухівкою. Кількість «галюцинацій» у героя стає частішим, ніж у першій грі. Крім того, деякі ящики припасів з логотипом ATC можна відкривати і знаходити там зброю і аптечки.
Від Extraction Point вимагаються збільшені системні вимоги, ніж до оригінального F.E.A.R., і користувачі могли помітити ознаки перевантаження системи (наприклад, графічне уповільнення), якщо вони запустять Extraction Point, використовуючи ті самі мінімальні параметри продуктивності, що й оригінальна гра.

## Відгуки
| Агрегатор  | Оцінка | Оцінка |
| Агрегатор  | PC     | X360   |
| ---------- | ------ | ------ |
| Metacritic | 75/100 | 66/100 |

| Видання                      | Оцінка | Оцінка |
| Видання                      | PC     | X360   |
| ---------------------------- | ------ | ------ |
| 1Up.com                      | B−     | C+     |
| Eurogamer                    | 7/10   | 7/10   |
| Game Informer                | 8/10   | 6.5/10 |
| GameRevolution               | C      | Н/Д    |
| GameSpot                     | 7.8/10 | 7/10   |
| GameZone                     | 8/10   | 7.5/10 |
| IGN                          | 7.6/10 | 6.7/10 |
| Official Xbox Magazine (США) | Н/Д    | 8/10   |
| PC Gamer (США)               | 86 %   | Н/Д    |
| X-Play                       | [ 5 ]  | Н/Д    |

Extraction Point отримала «загалом сприятливі відгуки», тоді як F.E.A.R. Files отримали «середні» відгуки, згідно з даними оглядового сайту Metacritic. Дописувач Джейсон Окампо, з GameSpot, високо оцінив атмосферу та геймплей гри, але виявив, що цінність сюжету та відтворення відсутня.
Редакція PC Gamer US відзначила Extraction Poin як «Найкращий пакет розширення» 2006 року. 